# République d'Ilirida
République d'Ilirida
(sq) Republika e Illiridës
(mk) Република Илирида 
La république d'Ilirida (en albanais : Republika e Iliridës) ou république d'Iliride est un État proposé sur le territoire de la Macédoine du Nord, déclaré deux fois par l'homme politique Nevzat Halili, une fois en 1992 et à nouveau en 2014. La proposition a été déclarée inconstitutionnelle par le gouvernement macédonien.
L'idée sécessionniste d'Ilirida est apparue au début des années 1990 et a été préconisée par certaines personnalités politiques albanaises comme une solution aux préoccupations et aux différends de la communauté albanaise concernant leur reconnaissance constitutionnelle et leurs droits des minorités en Macédoine du Nord,,.